# Braulio Castillo
Braulio Robinson Castillo Medrano (nacido el 13 de mayo de 1968 en Elías Piña) es un ex jardinero dominicano que jugó en la Liga Mayor de Béisbol. Firmado por los Dodgers de Los Ángeles amateur en 1985, Castillo hizo su debut en las Grandes Ligas con los Filis de Filadelfia el 18 de agosto de 1991, y apareció en su último partido el 4 de octubre de 1992. Terminó con un promedio de .188, 24 hits, 6 dobles, 1 triple, 2 jonrones, 15 carreras anotadas, 9 impulsadas, 2 bases robadas (1 vez puesto out), recibió 30 ponches, 5 bases por bolas en 56 juegos y 128 veces al bate.
En 1990, la revista Baseball America lo colocó en el puesto 34 de los 100 mejores prospecto de Grandes Ligas y entre los 5 prospectos del equipo de los Dodgers. En 1993, Castillo fue arrestado por posesión de drogas en la República Dominicana. Después de salir de la cárcel, Castillo retomó su carrera en el béisbol pero esta vez sólo pudo jugar en ligas menores con el equipo de clase A los Osceola Astros. Entre 1995 y 1996, Castillo jugó en la Liga Mexicana para los equipos Broncos de Reynosa, Acereros de Monclova y Olmecas de Tabasco. En 1997, Castillo fue arrestado por segunda ocasión en la frontera República Dominicana-Haití por habérsele detectado 125 bolsas de cocaína en su estómago. Cumplió una condena de varios años.
En 2006, regresó al béisbol organizado firmando con el equipo Rio Grande Valley WhiteWings de la United League Baseball. Aunque tuvo una destacada participación con los Valley WhiteWings, su permanencia en el equipo de liga independiente fue fugaz debido a su edad.